# Rallye du Maroc 1973
Le Rallye du Maroc 1973 (16e Rallye du Maroc), disputé du 8 au 13 mai 1973, est la cinquième manche du championnat du monde des rallyes 1973 (WRC), inauguré cette même année.

## Contexte avant la course

### Le championnat du monde
1973 est la première année du Championnat Mondial des Rallyes pour Marques, qui a succédé au 'Championnat d'Europe des Rallyes pour Marques' (1968 à 1972). Constitué de treize épreuves internationales, il est réservé aux voitures des catégories suivantes :
- Groupe 1 : voitures de tourisme de série
- Groupe 2 : voitures de tourisme spéciales
- Groupe 3 : voitures de grand tourisme de série
- Groupe 4 : voitures de grand tourisme spéciales

À l'issue des quatre premières manches, Alpine-Renault est largement en tête du championnat, grâce à ses victoires à Monte-Carlo (avec Jean-Claude Andruet) et au Portugal (avec Jean-Luc Thérier) et à la troisième place obtenue par Thérier en Suède. Son principal adversaire est Fiat, mais le constructeur italien n'a pas obtenu de résultat probant en ce début de saison et compte déjà 27 points de retard. Les autres constructeurs comme Datsun (vainqueur du Safari), Saab (vainqueur en Suède), Ford ou BMW n'étant pas régulièrement engagés en championnat, Alpine est nettement favori dans la course au titre mondial.

### L'épreuve
Disputé épisodiquement depuis 1934, le Rallye du Maroc est une épreuve courue principalement sur terre. Après une interruption de plus de dix ans, la course est à nouveau disputée depuis 1967. Son parcours très éprouvant, comprenant des secteurs chronométrés de plus de 200 km, en fait une des manches les plus difficiles du championnat. En 1972, seuls six des cinquante-deux équipages engagés furent en mesure de terminer la course, remportée par la Lancia Fulvia HF de Simo Lampinen.

## Le parcours
- départ : 8 mai 1973 de Rabat
- arrivée : 13 mai 1973 à Casablanca

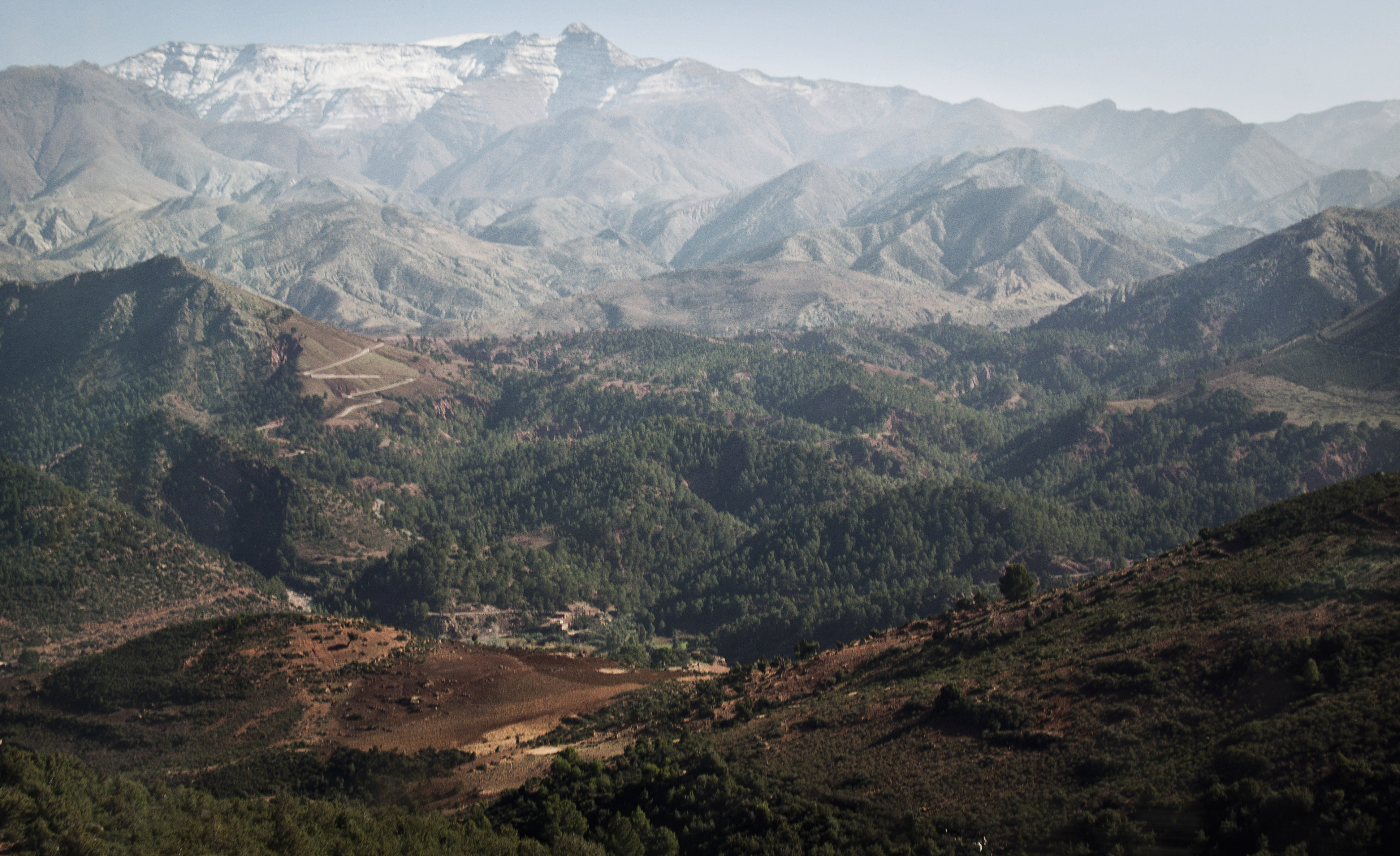
Le Haut-Atlas, théâtre des principales difficultés de la troisième étape

- distance : 4093 km, dont 1210 km sur 11 épreuves spéciales
- surface : asphalte et terre
- Parcours divisé en quatre étapes[3]

### Première étape
- Rabat - Fès, 801 km, 8 mai
- 4 épreuves spéciales, 195 km

### Deuxième étape
- Fès - Marrakech, 1018 km, 9 mai
- 2 épreuves spéciales, 380 km

### Troisième étape
- Marrakech - Marrakech, 915 km, du 10 au 11 mai
- 3 épreuves spéciales, 379 km

### Quatrième étape
- Marrakech - Casablanca, 1359 km, du 12 au 13 mai
- 2 épreuves spéciales, 256 km

## Les forces en présence
Le plateau compte 66 voitures (sur plus de 70 engagés). Sept constructeurs sont représentés officiellement :
- Alpine-Renault

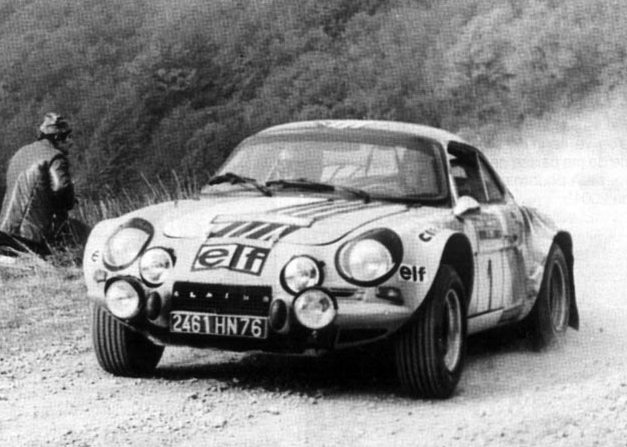
L'Alpine A110 groupe 4 de 1973

Le constructeur dieppois a engagé trois berlinettes groupe 4 pour ses pilotes habituels : Bernard Darniche (copilote Alain Mahé) , Jean-Pierre Nicolas (copilote Michel Vial) et Jean-Luc Thérier (copilote Christian Delferrier). Darniche et Nicolas disposent de versions 1800 cm3 (172 ch), alors que Thérier préfère utiliser une version 1600 cm3 (160 ch) pour cette épreuve. Des protections ont été rajoutées : une coque d'acier sous le groupe moteur et un blindage d'aluminium ailleurs. Les voitures pèsent 800 kg. Si les Alpine sont sans conteste les plus rapides du plateau, elles doivent encore démontrer leur fiabilité sur les difficiles pistes marocaines. En plus des voitures officielles, le Team Aseptogyl a engagé le mulet de Thérier (également une version 1600 cm3) pour l'équipage féminin Marianne Hoepfner - Yveline Vanoni.
- Citroën

Vainqueur en 1969, 1970 et 1971, Citroën engage officiellement cinq voitures : deux DS23 groupe 2 (1200 kg - 185 ch) pour Robert Neyret - Jacques Terramorsi et Jean Deschazeaux - Jean Plassard, une DS23 groupe 1 pour Raymond Ponnelle - Pierre de Serpos et deux GS 1220 groupe 2 (1000 kg - 92 ch), dont c'est la première sortie, pour Francisco Romãozinho - José Bernardo et Claude Laurent - Jacques Marché. En outre, le pilote autrichien Richard Bochnicek (copilote Kernmayer) dispose d'une DS23 groupe 1 semi-officielle.
- Datsun

Le constructeur japonais a engagé un coupé 240Z groupe 4 (1200 kg, 2400 cm3, 230 ch) pour Shekhar Mehta, récent vainqueur du Safari sur cette voiture très robuste, mais à la tenue de route perfectible. À son sujet, Mehta n'hésite pas à parler d'« attente permanente de l'accident ».
- Fiat

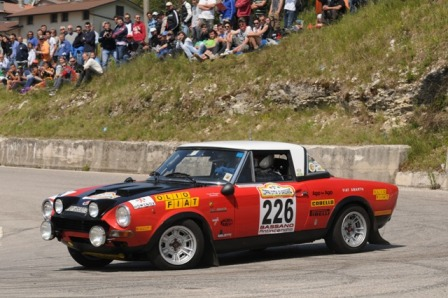
Un spider Fiat 124 groupe 4 lors d'une manifestation historique. Principal adversaire d'Alpine au championnat, Fiat a engagé deux de ces modèles pour l'épreuve marocaine.

Les équipages Björn Waldegård -Fergus Sager et Rauno Aaltonen - John Davenport disposent chacun d'un spider 124 rallye groupe 4 d'usine (1000 kg, 1750 cm3 , 165 ch).
- Peugeot

Le constructeur sochalien a engagé six 504 pour cette épreuve. Hannu Mikkola - Atso Aho et Timo Mäkinen - Henry Liddon disposent des deux modèles groupe 2 les plus puissants (160 ch), les versions 140 ch étant attribuées aux équipages Bernard Consten - Gérard Flocon, Tony Fall - Mike Wood et Jean Guichet - Jean Todt. La sixième voiture d'usine est une version groupe 1, confiée à l'équipage féminin Claudine Trautmann - Marie-Pierre Palayer. En configuration course, les 504 pèsent environ 1300 kg.
- Renault

La Régie a confié deux Renault 12 Gordini groupe 2 (1600 cm3 - 160 ch) à Jean-François Piot (copilote Jean de Alexandris) et au pilote local Le Tahitien, qui avait terminé quatrième l'année précédente sur une Renault 16 TS.

## Déroulement de la course
Les deux premières étapes se déroulent au nord du Maroc, les deux suivantes au sud du pays, où se concentrent les principales difficultés de l'épreuve. 

### Partie nord

#### Première étape: Rabat - Fès
Les 66 équipages prennent le départ de Rabat le 8 mai, à partir de 9 heures, dans l'ordre des numéros de course. Le temps alloué est de onze heures pour le parcours de la première étape. C'est tout d'abord 95 kilomètres d'une piste assez roulante qui vont permettre d'établir une première hiérarchie. Les berlinettes s'y montrent à leur avantage, et c'est Bernard Darniche qui, malgré une collision avec une vache, établit le meilleur chrono 30 secondes devant son coéquipier Jean-Luc Thérier. À 57 secondes, Jean Deschazeaux (Citroën DS) n'est pas trop distancé, mais ensuite les écarts se chiffrent en minutes. Sur la troisième Alpine, Jean-Pierre Nicolas préfère ménager la mécanique et compte plus de trois minutes de retard, alors que les Peugeot 504 de Timo Mäkinen et d'Hannu Mikkola en comptent près de cinq. Les Fiat de Björn Waldegård et de Rauno Aaltonen sont encore plus loin. Les trois épreuves suivantes confirment la supériorité des Alpine, Darniche se montrant à chaque fois le plus rapide. À la fin de la journée, il a porté son avance à près de deux minutes sur Thérier. Deschazeaux est déjà à plus de cinq minutes, Nicolas à six, les Fiat à plus de huit. 55 équipages parviennent au terme de cette première étape ; l'équipe Peugeot a déjà perdu un de ses fers de lance, Mäkinen n'ayant pu rejoindre Fès, embrayage hors d'usage.
| Pos. | Pilote              | Copilote             | Voiture              | Temps           | Écart         | Groupe |
| ---- | ------------------- | -------------------- | -------------------- | --------------- | ------------- | ------ |
| 1    | Bernard Darniche    | Alain Mahé           | Alpine A110 1800     | 1 h 58 min 05 s |               | 4      |
| 2    | Jean-Luc Thérier    | Christian Delferrier | Alpine A110 1600     | 2 h 00 min 01 s | + 1 min 56 s  | 4      |
| 3    | Jean Deschazeaux    | Jean Plassard        | Citroën DS 23        | 2 h 03 min 32 s | + 5 min 27 s  | 2      |
| 4    | Jean-Pierre Nicolas | Michel Vial          | Alpine A110 1800     | 2 h 04 min 04 s | + 5 min 59 s  | 4      |
| 5    | Björn Waldegård     | Fergus Sager         | Fiat 124 Rallye 1800 | 2 h 06 min 14 s | + 8 min 09 s  | 4      |
| 6    | Rauno Aaltonen      | John Davenport       | Fiat 124 Rallye 1800 | 2 h 06 min 48 s | + 8 min 43 s  | 4      |
| 7    | Jean-François Piot  | Jean De Alexandris   | Renault 12 Gordini   | 2 h 08 min 39 s | + 10 min 34 s | 2      |
| 8    | Hannu Mikkola       | Atso Aho             | Peugeot 504          | 2 h 09 min 07 s | + 11 min 02 s | 2      |
| 9    | Robert Neyret       | Jacques Terramorsi   | Citroën DS 23        | 2 h 10 min 41 s | + 12 min 36 s | 2      |
| 10   | Tony Fall           | Mike Wood            | Peugeot 504          | 2 h 10 min 42 s | + 12 min 37 s | 2      |
| 11   | Marianne Hoepfner   | Yveline Vanoni       | Alpine A110 1600     | 2 h 12 min 08 s | + 14 min 03 s | 4      |
| 12   | Claude Laurent      | Jacques Marché       | Citroën GS 1220      | 2 h 12 min 58 s | + 14 min 53 s | 2      |

#### Deuxième étape: Fès - Marrakech
Le départ de la seconde étape a lieu le mercredi matin. Seulement deux épreuves spéciales sont au programme, exclusivement sur piste, la première étant la très sélective 'Missour - Meski', longue de 175 km. Tout d'abord sablonneux, le parcours devient ensuite rocailleux, mettant à mal les suspensions. Le terrain est généralement favorable aux Citroën, et Jean Deschazeaux, le mieux placé derrière les Alpine, espère bien réduire l'écart qui le sépare des hommes de tête. Il est cependant l'une des premières victimes de l'épreuve, sphère de suspension brisée sur sa DS. Le liquide hydraulique fuit abondamment et, rapidement privé de suspension et de direction assistée, il doit rejoindre à allure très réduite son point d'assistance ; il va perdre plus d'une heure et toute chance d'obtenir un bon résultat. C'est une nouvelle fois Bernard Darniche qui réalise le meilleur temps sur son Alpine et qui consolide sa position en tête du rallye, d'autant que son coéquipier Jean-Luc Thérier a perdu près d'une heure à cause d'une fusée de suspension cassée. Robert Neyret (Citroën DS) a également réalisé un excellent chrono, remontant de la neuvième à la troisième place au classement général, quatre minutes derrière Jean-Pierre Nicolas qui occupe désormais la seconde position, avec un retard de dix minutes sur son coéquipier Darniche. Très déterminé au volant de sa Renault 12 Gordini, Jean-François Piot a pris l'avantage sur les Fiat et talonne Neyret. L'équipe Peugeot n'a pas été épargnée par les problèmes : Tony Fall a perdu près de deux heures à cause d'une roue arrachée et Bernard Consten a été retardé par une crevaison.
Au point d'assistance basé à Rich, les équipes de mécaniciens sont très sollicitées à remettre en état les suspensions ou les transmissions des voitures, très éprouvées par ce premier secteur très cassant. Avant de rejoindre Marrakech, les concurrents doivent encore affronter la deuxième spéciale du jour, longue de 205 km, également sur terre. Très attardé au général, Thérier n'a désormais plus rien à perdre et attaque à outrance, réalisant le meilleur temps devant Piot qui s'empare de la seconde place du rallye devant Nicolas et Neyret. À l'arrivée à Marrakech, seuls 37 équipages restent en course. On enregistre notamment l'abandon de la Citroën GS de Claude Laurent (transmission), qui avait effectué un début de course prometteur. Malgré des problèmes de suspension qui lui coûtent une minute de pénalisation sur le parcours routier, Piot conserve la deuxième place au terme de cette deuxième étape, conservant une minute d'avance sur Nicolas. En plus du temps perdu lors de la spéciale de Missour, Thérier a en outre écopé de vingt minutes de pénalisation sur le routier et a plongé à la treizième place au classement général, comptant près d'une heure et quart de retard sur Darniche qui domine nettement la course.
| Pos. | Pilote              | Copilote              | Voiture              | Temps           | Écart             | Groupe | Pénalisations routières |
| ---- | ------------------- | --------------------- | -------------------- | --------------- | ----------------- | ------ | ----------------------- |
| 1    | Bernard Darniche    | Alain Mahé            | Alpine A110 1800     | 6 h 56 min 19 s |                   | 4      |                         |
| 2    | Jean-François Piot  | Jean De Alexandris    | Renault 12 Gordini   | 7 h 12 min 28 s | + 16 min 09 s     | 2      | 1 minute                |
| 3    | Jean-Pierre Nicolas | Michel Vial           | Alpine A110 1800     | 7 h 13 min 33 s | + 17 min 14 s     | 4      |                         |
| 4    | Robert Neyret       | Jacques Terramorsi    | Citroën DS 23        | 7 h 15 min 32 s | + 19 min 13 s     | 2      |                         |
| 5    | Björn Waldegård     | Fergus Sager          | Fiat 124 Rallye 1800 | 7 h 20 min 51 s | + 24 min 32 s     | 4      |                         |
| 6    | Hannu Mikkola       | Atso Aho              | Peugeot 504          | 7 h 25 min 07 s | + 28 min 48 s     | 2      |                         |
| 7    | Rauno Aaltonen      | John Davenport        | Fiat 124 Rallye 1800 | 2 h 31 min 00 s | + 34 min 41 s     | 4      |                         |
| 8    | Raymond Ponnelle    | Pierre de Serpos      | Citroën DS 23        | 7 h 31 min 58 s | + 35 min 39 s     | 1      | 1 minute                |
| 9    | Bernard Consten     | Gérard Flocon         | Peugeot 504          | 7 h 34 min 35 s | + 38 min 16 s     | 2      |                         |
| 10   | Jean Guichet        | Jean Todt             | Peugeot 504          | 7 h 35 min 19 s | + 39 min 00 s     | 2      |                         |
| 11   | Richard Bochnicek   | Sepp-Dieter Kernmayer | Citroën DS 23        | 7 h 39 min 08 s | + 42 min 49 s     | 1      |                         |
| 12   | Shekhar Mehta       | Geraint Phillips      | Datsun 240Z          | 7 h 47 min 02 s | + 50 min 43 s     | 4      | 8 minutes               |
| 13   | Jean-Luc Thérier    | Christian Delferrier  | Alpine A110 1600     | 8 h 10 min 43 s | + 1 h 14 min 24 s | 4      | 20 minutes              |

### Partie sud

#### Troisième étape: Marrakech - Marrakech
Les 37 rescapés s'élancent très tôt le jeudi. Longue de 87 km, la première spéciale comprend l'ascension du Tizi N'Test, dans le Haut Atlas. Goudronnée au départ, la route est bientôt remplacée par une piste rocailleuse. L'épreuve est fatale aux Peugeot d'Hannu Mikkola (embrayage) et de Tony Fall (suspension). Jean-Luc Thérier (Alpine A110) y réalise le meilleur temps devant la Citroën DS de Jean Deschazeaux, mais tous deux sont très attardés au classement général. Troisième de la spéciale, Bernard Darniche (Alpine) conforte sa position en tête de la course, ayant repris 50 secondes à Jean-François Piot (Renault 12). Le rallye quitte le Haut Atlas en passant par la vallée du Souss, regagnant la ville d'Irherm où est donné le départ de la huitième spéciale, 200 km d'une piste très exigeante menant à Foum Zguid. Ce secteur va s'avérer extrêmement meurtrier : Piot va perdre le bénéfice de sa très belle course à cause d'un triangle de suspension cassé ; Jean Guichet (Peugeot 504) et Rauno Aaltonen (Fiat) cassent également leur suspension, alors que Shekhar Mehta pulvérise sa Datsun, ayant abordé à 150 km/h un oued à sec ! l'équipage s'en tire indemne. Marianne Hoepfner (Alpine) doit aussi renoncer, arbre de roue cassé, tandis que Jean-Pierre Nicolas, second depuis l'abandon de Piot, perd près de vingt minutes à remplacer un roulement de roue arrière. Heureusement pour le pilote marseillais, la DS de Robert Neyret, qui le talonne, connaît des problèmes hydrauliques qui imposent des arrêts fréquents, et Nicolas parvient à conserver sa deuxième place pour 19 secondes. Cette spéciale difficile convient bien aux Citroën qui réalisent un triplé, Deschazeaux réalisant le meilleur temps devant les deux DS groupe 1 de Ponnelle et Bochnicek. Darniche n'a pris aucun risque, mais a néanmoins accru son avance, qui se monte maintenant à 25 minutes. Au terme de la spéciale, on ne compte plus que 24 équipages en course.
C'est ensuite  retour sur Marrakech, avec une dernière spéciale sur piste de 92 km. Désireux de reprendre du champ sur Neyret, Nicolas attaque et réalise le meilleur temps, juste devant Deschazeaux, reprenant un peu d'avance sur Neyret. 23 équipages terminent cette troisième étape. Sauf imprévu, Les Alpine ont désormais course gagnée ; comptant plus de 24 minutes d'avance sur son coéquipier Nicolas, Darniche peut se permettre d'assurer. La situation de Nicolas est moins confortable, son avance sur Neyret étant inférieure à 3 minutes avant la dernière étape.
| Pos. | Pilote              | Copilote              | Voiture              | Temps            | Écart             | Groupe | Pénalisations routières |
| ---- | ------------------- | --------------------- | -------------------- | ---------------- | ----------------- | ------ | ----------------------- |
| 1    | Bernard Darniche    | Alain Mahé            | Alpine A110 1800     | 11 h 55 min 44 s |                   | 4      |                         |
| 2    | Jean-Pierre Nicolas | Michel Vial           | Alpine A110 1800     | 12 h 16 min 04 s | + 24 min 20 s     | 4      |                         |
| 3    | Robert Neyret       | Jacques Terramorsi    | Citroën DS 23        | 12 h 22 min 44 s | + 27 min 00 s     | 2      |                         |
| 4    | Raymond Ponnelle    | Pierre de Serpos      | Citroën DS 23        | 12 h 34 min 27 s | + 38 min 43 s     | 1      | 1 minute                |
| 5    | Richard Bochnicek   | Sepp-Dieter Kernmayer | Citroën DS 23        | 12 h 40 min 41 s | + 44 min 57 s     | 1      |                         |
| 6    | Björn Waldegård     | Fergus Sager          | Fiat 124 Rallye 1800 | 12 h 43 min 45 s | + 48 min 01 s     | 4      |                         |
| 7    | Bernard Consten     | Gérard Flocon         | Peugeot 504          | 12 h 47 min 07 s | + 51 min 23 s     | 2      |                         |
| 8    | Jean-Luc Thérier    | Christian Delferrier  | Alpine A110 1600     | 13 h 13 min 32 s | + 1 h 17 min 48 s | 4      | 20 minutes              |
| 9    | Le Tahitien         | Jean Poirot           | Renault 12 Gordini   | 13 h 39 min 23 s | + 1 h 43 min 39 s | 2      | 15 minutes              |
| 10   | Jean Deschazeaux    | Jean Plassard         | Citroën DS 23        | 13 h 54 min 52 s | + 1 h 59 min 08 s | 2      | 60 minutes              |
| 11   | Lorenzo Merlone     | Riccardo Mortara      | Volvo 142 S          | 14 h 03 min 46 s | + 2 h 08 min 02 s | 2      | 8 minutes               |
| 12   | Claudine Trautmann  | Marie-Pierre Palayer  | Peugeot 504          | 14 h 14 min 45 s | + 2 h 19 min 01 s | 1      | 2 minutes               |

#### Quatrième étape: Marrakech - Casablanca

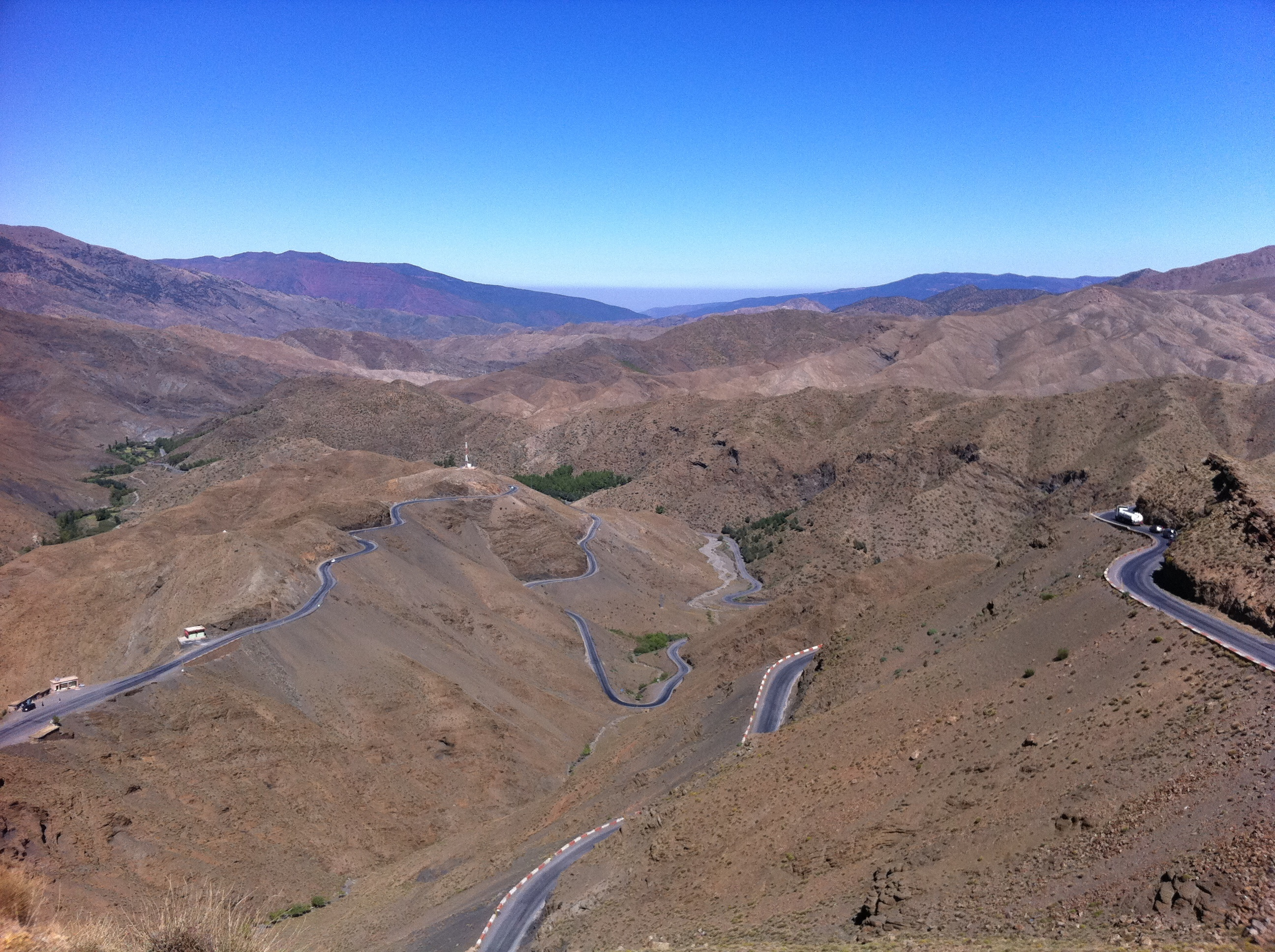
L'ascension du col du Tichka, épreuve de 20 km sur goudron

Près de 1360 km restent à parcourir pour les 23 équipages rescapés, qui s'élancent de Marrakech le samedi matin. La première spéciale de la journée, l'ascension du col du Tichka, longue de 20 km, se dispute sur goudron. Elle est favorable aux  Alpine, Jean-Luc Thérier se montrant le plus rapide devant ses coéquipiers Bernard Darniche et Jean-Pierre Nicolas. Ayant repris près de 40 secondes à Robert Neyret (Citroën DS), Nicolas conforte sa seconde place dernière Darniche, qui a pratiquement course gagnée. Il reste toutefois à parcourir la grande spéciale sur piste entre Zagora et Rissani (236 km), puis un long parcours routier, également sur piste, comprenant notamment un secteur très difficile entre Midelt et Ksiba.
Il ne reste alors que 19 voitures en course. Les DS sont à leur avantage dans la dernière spéciale, réalisant les quatre meilleurs temps, Jean Deschazeaux devançant Ponnelle, Bochnicek et Neyret. Darniche a roulé très prudemment, se contentant de contrôler son avance. Nicolas est victime de malchance, cassant un étrier de frein. Le flexible est sectionné et le pilote marseillais va perdre une vingtaine de minutes à réparer, perdant la seconde place au profit de Neyret. La spéciale a été fatale à la 504 de Bernard Consten, suspension cassée.
Troisième à près de cinq minutes de Neyret, Nicolas peut encore espérer reprendre la seconde place à la faveur du parcours final, où la moyenne imposée est difficile à tenir. Mais le système de freinage déficient va provoquer une sortie de route. Son copilote Michel Vial et lui vont mettre une demi-heure pour remettre l'Alpine sur la piste, handicap que le pilote ne parviendra pas à réduire. Au contrôle de Ksiba, il écope de 28 minutes de pénalisation, perdant deux places au profit des DS de Bochnicek et Ponnelle. Seulement treize voitures vont rallier l'arrivée à Casablanca, dont douze dans les délais. Darniche remporte une très nette victoire, ayant mené la course de bout en bout. C'est un triomphe pour Alpine, qui amène ses trois voitures à l'arrivée (Nicolas cinquième et Thérier septième), prenant une nette avance sur Fiat au championnat du monde. Beau tir groupé des Citroën, Neyret, second s'adjugeant la victoire en groupe 2, devant ses coéquipiers Bochnicek (vainqueur du groupe 1) et Ponnelle. Grosse déception pour Peugeot, toutes les 504 groupe 2 ayant abandonné, Claudine Trautmann dixième ayant sauvé l'honneur de la marque au volant d'une voiture de série.

### Classements intermédiaires
Classements intermédiaires des pilotes après chaque épreuve spéciale.

### Classement général
| Pos | No | Pilote              | Copilote              | Voiture              | Temps            | Écart             | Groupe |
| --- | -- | ------------------- | --------------------- | -------------------- | ---------------- | ----------------- | ------ |
| 1   | 1  | Bernard Darniche    | Alain Mahé            | Alpine A110 1800     | 15 h 01 min 22 s |                   | 4      |
| 2   | 9  | Robert Neyret       | Jacques Terramorsi    | Citroën DS 23        | 15 h 20 min 04 s | + 18 min 42 s     | 2      |
| 3   | 21 | Richard Bochnicek   | Sepp-Dieter Kernmayer | Citroën DS 23        | 15 h 34 min 37 s | + 33 min 15 s     | 1      |
| 4   | 15 | Raymond Ponnelle    | Pierre de Serpos      | Citroën DS 23        | 15 h 39 min 56 s | + 38 min 34 s     | 1      |
| 5   | 4  | Jean-Pierre Nicolas | Michel Vial           | Alpine A110 1800     | 15 h 52 min 00 s | + 50 min 38 s     | 4      |
| 6   | 6  | Björn Waldegård     | Fergus Sager          | Fiat 124 Rallye 1800 | 15 h 59 min 43 s | + 58 min 21 s     | 4      |
| 7   | 3  | Jean-Luc Thérier    | Christian Delferrier  | Alpine A110 1600     | 16 h 18 min 16 s | + 1 h 16 min 54 s | 4      |
| 8   | 7  | Jean Deschazeaux    | Jean Plassard         | Citroën DS 23        | 16 h 48 min 26 s | + 1 h 47 min 04 s | 2      |
| 9   | 35 | Lorenzo Merlone     | Riccardo Mortara      | Volvo 142 S          | 17 h 53 min 47 s | + 2 h 52 min 25 s | 2      |
| 10  | 25 | Claudine Trautmann  | Marie-Pierre Palayer  | Peugeot 504          | 18 h 03 min 33 s | + 3 h 02 min 11 s | 1      |

### Hommes de tête
- ES1 à ES11 :  Bernard Darniche -  Alain Mahé (Alpine A110 1800)

### Vainqueurs d'épreuves spéciales
- Bernard Darniche -  Alain Mahé (Alpine A110 1800) : 5 spéciales (ES 1 à 5)
- Jean-Luc Thérier -  Christian Delferrier (Alpine A110 1600) : 3 spéciales (ES 6, 7, 10)
- Jean Deschazeaux -  Jean Plassard (Citroën DS 23) : 2 spéciales (ES 8, 11)
- Jean-Pierre Nicolas -  Michel Vial (Alpine A110 1800) : 1 spéciale (ES 9)

## Résultats des principaux engagés
| No | Pilote               | Copilote              | Voiture              | Groupe | Class. général                         | Class. groupe | Commentaire                              |
| -- | -------------------- | --------------------- | -------------------- | ------ | -------------------------------------- | ------------- | ---------------------------------------- |
| 1  | Bernard Darniche     | Alain Mahé            | Alpine A110 1800     | 4      | 1er                                    | 1er           |                                          |
| 2  | Rauno Aaltonen       | John Davenport        | Fiat 124 Rallye 1800 | 4      | ab. dans ES8 (direction et suspension) | -             |                                          |
| 3  | Jean-Luc Thérier     | Christian Delferrier  | Alpine A110 1600     | 4      | 7e à 1 h 16 min 54 s                   | 4e            | 20 min de pénalité (2e étape)            |
| 4  | Jean-Pierre Nicolas  | Michel Vial           | Alpine A110 1800     | 4      | 5e à 50 min 38 s                       | 2e            | 28 min de pénalité (4e étape)            |
| 5  | Shekhar Mehta        | Geraint Phillips      | Datsun 240Z          | 4      | ab. dans ES8 (accident)                | -             |                                          |
| 6  | Björn Waldegård      | Fergus Sager          | Fiat 124 Rallye 1800 | 4      | 6e à 58 min 21 s                       | 3e            | 13 min de pénalité (4e étape)            |
| 7  | Jean Deschazeaux     | Jean Plassard         | Citroën DS 23        | 2      | 8e à 1 h 47 min 04 s                   | 2e            | 63 min de pénalité (2e étape)            |
| 8  | Bernard Consten      | Gérard Flocon         | Peugeot 504          | 2      | ab. dans ES11 (suspension)             | -             |                                          |
| 9  | Robert Neyret        | Jacques Terramorsi    | Citroën DS 23        | 2      | 2e à 18 min 42 s                       | 1er           | 1 min de pénalité (4e étape)             |
| 10 | Hannu Mikkola        | Atso Aho              | Peugeot 504          | 2      | ab. dans ES7 (embrayage)               | -             |                                          |
| 11 | Tony Fall            | Mike Wood             | Peugeot 504          | 2      | ab. après ES7 (suspension)             | -             |                                          |
| 12 | Jean-François Piot   | Jean De Alexandris    | Renault 12 Gordini   | 2      | ab. dans ES8 (triangle de suspension)  | -             |                                          |
| 13 | Timo Mäkinen         | Henry Liddon          | Peugeot 504          | 2      | ab. après ES3 (embrayage)              | -             |                                          |
| 15 | Raymond Ponnelle     | Pierre de Serpos      | Citroën DS 23        | 1      | 4e à 38 min 34 s                       | 2e            | 14 min de pénalité (2e et 4e étapes)     |
| 16 | Marianne Hoepfner    | Yveline Vanoni        | Alpine A110 1600     | 4      | ab. dans ES8 (demi-arbre)              | -             |                                          |
| 17 | Francisco Romãozinho | José Bernardo         | Citroën GS 1220      | 2      | ab. après ES2 (transmission)           | -             |                                          |
| 18 | Claude Laurent       | Jacques Marché        | Citroën GS 1220      | 2      | ab. dans ES6 (transmission)            | -             |                                          |
| 19 | Jean Guichet         | Jean Todt             | Peugeot 504          | 2      | ab. dans ES8 (suspension)              | -             |                                          |
| 21 | Richard Bochnicek    | Sepp-Dieter Kernmayer | Citroën DS 23        | 1      | 3e à 33 min 15 s                       | 1er           |                                          |
| 24 | Le Tahitien          | Jean Poirot           | Renault 12 Gordini   | 2      | ab. dans 4e étape                      | -             |                                          |
| 25 | Claudine Trautmann   | Marie-Pierre Palayer  | Peugeot 504          | 1      | 10e à 3 h 02 min 11 s                  | 3e            | 31 min de pénalité (2e et 4e étapes)     |
| 35 | Lorenzo Merlone      | Riccardo Mortara      | Volvo 142 S          | 2      | 9e à 2 h 52 min 25 s                   | 3e            | 41 min de pénalité (2e, 3e et 4e étapes) |

## Classement du championnat à l'issue de la course
- attribution des points : 20, 15, 12, 10, 8, 6, 4, 3, 2, 1 respectivement aux dix premières marques de chaque épreuve (sans cumul, seule la voiture la mieux classée de chaque constructeur marque des points)
- seuls les huit meilleurs résultats (sur treize épreuves) sont retenus pour le décompte final des points[8].

| Pos. | Marque         | Points | M-C | SUE | POR | SAF | MAR | ACR | POL | FIN | AUT | SAN | PRE | RAC | COR |
| ---- | -------------- | ------ | --- | --- | --- | --- | --- | --- | --- | --- | --- | --- | --- | --- | --- |
| 1    | Alpine-Renault | 72     | 20  | 12  | 20  | -   | 20  |     |     |     |     |     |     |     |     |
| 2    | Fiat           | 31     | 4   | 8   | 10  | 3   | 6   |     |     |     |     |     |     |     |     |
| 3    | Citroën        | 27     | -   | -   | 12  | -   | 15  |     |     |     |     |     |     |     |     |
| 4    | Datsun         | 22     | 2   | -   | -   | 20  | -   |     |     |     |     |     |     |     |     |
| 5    | Saab           | 20     | -   | 20  | -   | -   | -   |     |     |     |     |     |     |     |     |
| 6    | Peugeot        | 13     | -   | -   | -   | 12  | 1   |     |     |     |     |     |     |     |     |
| 6=   | Lancia         | 13     | 3   | 10  | -   | -   | -   |     |     |     |     |     |     |     |     |
| 8    | Ford           | 12     | 10  | -   | 2   | -   | -   |     |     |     |     |     |     |     |     |
| 9    | Porsche        | 8      | -   | -   | 8   | -   | -   |     |     |     |     |     |     |     |     |
| 10   | Volkswagen     | 6      | -   | 6   | -   | -   | -   |     |     |     |     |     |     |     |     |
| 11   | Opel           | 5      | -   | 1   | 4   | -   | -   |     |     |     |     |     |     |     |     |
| 12   | BMW            | 4      | -   | 4   | -   | -   | -   |     |     |     |     |     |     |     |     |
| 12=  | Mitsubishi     | 4      | -   | -   | -   | 4   | -   |     |     |     |     |     |     |     |     |
| 12=  | Volvo          | 4      | -   | 2   | -   | -   | 2   |     |     |     |     |     |     |     |     |
| 15   | Škoda          | 3      | -   | 3   | -   | -   | -   |     |     |     |     |     |     |     |     |